# 朋苏克召
朋苏克召，位于内蒙古自治区呼和浩特市，是一座藏传佛教格鲁派寺院。朋苏克召是呼和浩特地区的“七大召”之一。

## 简介
朋苏克召位于大召以西，又称“通顺召”，蒙古语称为“博什克召”、“库库和屯把甲召”，俗称“西召”。该召庙最早由北京的锡拉布喇嘛于顺治七年（1650年）建造。康熙二十三年（1684年），锡拉布喇嘛的徒弟朋苏克重修，康熙帝赐名“崇寿寺”。
清朝朝廷为了加强对呼和浩特地区召庙及喇嘛的管理，于康熙二十四年（1685年）专门设立了归化城喇嘛印务处，驻大召，由掌印扎萨克达喇嘛掌管，掌印扎萨克达喇嘛有权直接上奏清朝皇帝。首任掌印扎萨克达喇嘛为朋苏克召（崇寿寺）伊拉古克三呼图克图，但他背叛了清廷，暗中勾结反叛的卫拉特蒙古准格尔部首领噶尔丹，清廷乃于1690年将伊拉古克三呼图克图革职查办。大召与朋苏克召受该事件影响，宗教地位有所下降。